# Missa Luba
Missa Luba est une version des textes en latin de l'ordinaire de la messe du rite romain utilisant des chants traditionnels congolais. Elle a été arrangée par le Père Guido Haazen (nl), religieux belge de l'ordre des franciscains, né à Anvers le 27 septembre 1921 et décédé à Bonheiden le 20 août 2004. La première version de Missa Luba est chantée et enregistrée en 1958 par les Troubadours du Roi Baudouin, un chœur d'enfants congolais de Kamina (centre du Katanga).

## Histoire

### Guido Haazen et les Troubadours du Roi Baudouin
Le Père Guido Haazen nait à Anvers le 27 septembre 1921. Il entre chez les Franciscains en 1941 et est ordonné prêtre en 1947. Il arrive au Congo belge en 1953. Là, en 1954, il fonde les Troubadours du Roi Baudouin, ainsi nommé en l'honneur du roi Baudouin de Belgique. Il s'agit d'un chœur accompagné d'une section de percussion et composé de 45 garçons âgés de 9 à 14 ans et de 15 enseignants de l'École Centrale de Kamina. En 1958 Les Troubadours font une tournée en Europe : le succès est considérable. Ils chantent même avec les Petits Chanteurs de Vienne. Les morceaux comportent une part importante d'improvisations, s'appuyant sur les formes des chants traditionnels du Katanga.

### L'enregistrement deMissa Luba
Le premier enregistrement des Troubadours date de 1958. Il met en vedette le soliste Joachim Ngoi, et est édité en disque microsillon sous le label Philips en 1963 au Royaume-Uni (et deux ans plus tard aux États-Unis). En plus de plusieurs chants traditionnels congolais, le disque inclut une sélection des cinq chants qui forment la trame de Missa Luba : Kyrie, Gloria, Credo, Sanctus et Agnus Dei. Les sections "Sanctus" et "Benedictus" sont aussi éditées en un 45 tours, après la sortie du film "If" de Lindsay Anderson, Palme d'Or à Cannes en 1969 (voir ci-dessous "Fortune au cinéma") . Le single se maintiendra quelque temps au hit-parade britannique.

### Les suites
Depuis les années 1960, Missa Luba a été interprétée et enregistrée par plusieurs autres chœurs, dont le Chœur National Mungano de Nairobi, et le Washington Choral Arts Society. En 2004, Philips mettra en vente un CD (ne contenant pas les chansons traditionnelles congolaises), puis un DVD contenant un enregistrement réalisé en 2000. Le CD comporte également la Misa Criolla (« Messe créole ») et la Messe Flamenca enregistrées par d'autres artistes.
Guido Haazen, de son côté, quitte l'ordre des franciscains en 1965 et se marie l'année suivante[réf. nécessaire]. Il meurt à Bonheiden le 20 août 2004.

## Arrangements musicaux
Le « Kyrie » et le « Credo » sont construits sur la structure des kasalas qui sont encore chantés à Ngandajika (Kasaï-Oriental) ; le « Sanctus » et le « Benedictus » sont dérivés d'un « chant d'adieu » Kiluba. Le « Gloria » est improvisé dans le style typique Kiluba des Luba. Le « Hosannah » est une danse rythmée traditionnelle du Kasaï, et l'« Agnus Dei » est un chant typique Bena Lulua (Luluabourg).
Dans le « Credo », le texte (la crucifixion et la mort du Rédempteur) est précédé de l'annonce codifiée de la mort, d'abord sur un kyondo puis sur un kikumvi (tam-tam). Vient ensuite un authentique « kilio » (élégie - chant pour le défunt) sans accompagnement de percussions, chanté a capella.
Au départ, la musique n'était pas écrite. Les compositions étaient le fruit d'une coopération de tout le groupe et d'inspiration spontanée. Par la suite des partitions résultant des arrangements du Père Haazen ont été publiées.

## Fortune au cinéma
Le « Sanctus » est de loin la pièce la plus populaire de Missa Luba, grâce à sa présence dans l'ouverture et les grandes scènes du film  If.... de Lindsay Anderson, Palme d'Or en 1969. Le « Sanctus » est aussi présent dans le téléfilm Deadly Voyage de John Mackenzie avec Omar Epps, le drame psychologique Rebelles de Léa Pool et le drame de science-fiction Auprès de moi toujours de Mark Romanek. Le « kyrie » et le « Gloria » ont été utilisés dans L'Évangile selon saint Matthieu de Pier Paolo Pasolini.
Par ailleurs, le groupe punk-rock The Clash fait mention de Missa Luba dans la chanson Car Jamming sur l'album Combat Rock de 1982.

## Enregistrement original
Artistes : Les Petits Troubadours du Roi Baudoin, arrangements du Père Guido Haazen o.f.m. (Ordre des frères mineurs) Philips 6527 137 (1965), LP.
Réédition (Missa Luba seulement) sur Philips CD/DVD set (2004)

### Pistes
- Face 1
  - Missa Luba
    - Kyrie
    - Gloria
    - Credo
    - Sanctus et Benedictus
    - Agnus Dei

  - Chants traditionnels congolais
    - Kamimbi
    - Maningi Daba
    - Mikomba
- Face 2
  - Chants traditionnels congolais (suite)
    - Dibwe Diambula Kabanda
    - Lutuku y a Bena Kanyoka
    - Seya Wa Mama Ndalamba
    - Ebu Bwale Kemai
    - Salibona
    - Kansempe
    - Katumbo
    - Tambwe Dishinda